# Svilajnac

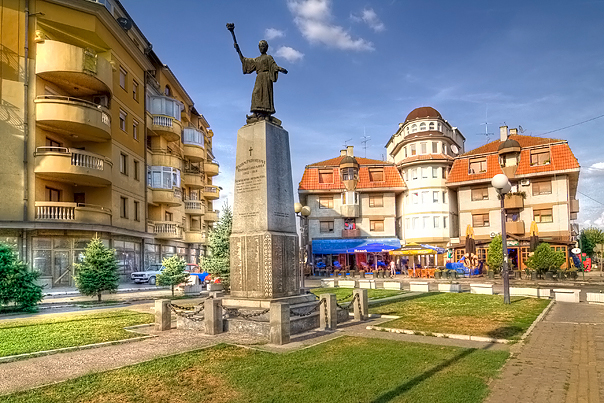
Zentrum von Svilajnac

Svilajnac (serbisch-kyrillisch Свилајнац) ist eine Stadt im engeren Serbien. Der Verwaltungssitz der Opština Svilajnac liegt an der Resava.
Die Stadt gehört zum Verwaltungsbezirk Pomoravlje und hat etwa 9.400 Einwohner.
Svilajnac wurde 1467 erstmals in Osmanischen Berichten erwähnt. Bekannt wurde der Ort dann durch seine Seidenproduktion, woher auch sein Name abstammt (serb. Svila – dt. Seide).
Svilajnac ist der Geburtsort von Stevan Sinđelić, dem Führer des ersten serbischen Aufstandes gegen die Osmanenherrschaft von 1804. Eine Statue ihm zu Ehren steht in der Ortsmitte.